# Чемпионат мира по турецким шашкам
Чемпионат мира по турецким шашкам — соревнование, которое проводится среди мужчин с 2014 года, среди женщин с 2016 года.

## История
Первый чемпионат среди мужчин прошёл в Измире, Турция. В турнире приняли участие 44 спортсмена из 10 стран. Два шашиста набрали по 14 очков из 18, победитель определился по лучшему коэффициенту. Чемпионом мира стал Фаик Йылдыз, серебро у Гёксел Кая. По 13 очков набрали Мюршит Эрсёз и Хайри Чакыр. У них оказались равные коэффициенты, судьбу бронзы решил второй коэффициент. Её обладателем стал Мюршит Эрсёз. Все призёры из Турции.
Первый чемпионат среди женщин прошёл также в Измире, Турция.

## Регламент
Проводится по швейцарской системе в 9 раундов, 45 минут на партию для мужчин и 30 минут для женщин.

## Призёры

### Мужчины
| Год         | Место    | Золото       | Серебро     | Бронза                     |
| 2014        | Измир,   | Фаик Йылдыз  | Гёксел Кая  | Мюршит Эрсёз               |
| 2014 (матч) |          | Фаик Йылдыз  |             | матч с Гёксел Кая          |
| 2015        | Измир,   | Фаик Йылдыз  | Гёксел Кая  | Яхья Масид                 |
| 2015 (матч) | Измир,   | Фаик Йылдыз  |             | матч с Гёксел Кая (+4=3-2) |
| 2016        | Доха,    | Фаик Йылдыз  | Салем Хавас | Веджди Наим Деведжи        |
| 2017        | Триполи, | Nezar Nassih | Фаик Йылдыз | Abdurrahman Wassam         |

Командный зачёт
| Год  | Место  | Золото                                           | Серебро                                                        | Бронза                                                                 |
| 2014 | Измир, | Турция · Фаик Йылдыз · Гёксел Кая · Мюршит Эрсёз | Кувейт · Abdulrahman Alwasam · Bdah Alhajry · Abdulla Alkandri | Нидерланды · Мартейн ван Лизендорн · Тейс ван ден Брук · Виталия Думеш |
| 2015 | Измир, | Турция · Фаик Йылдыз · Гёксел Кая · Огун Танджер | Кувейт · Яхья Масид · Хамад Алатхары · Мохаммад Алаземи        | Иран · Faruk Abdullahi                                                 |

### Женщины
| Год  | Место  | Золото         | Серебро          | Бронза              |
| 2016 | Измир, | Дарья Ткаченко | Наталья Садовска | Бетул Джемре Йылдыз |